# 32e régiment de marche
Pour les articles homonymes, voir 32e régiment.
Le 32e régiment d'infanterie de marche (ou 32e régiment de marche) est un régiment d'infanterie français, qui a participé à la guerre franco-allemande de 1870.

## Création et différentes dénominations
- 17 septembre 1870 : formation du 32e régiment d'infanterie de marche
- 1er avril 1871 : fusion dans le 32e régiment d'infanterie de ligne

## Chefs de corps
- 17 septembre 1870 : lieutenant-colonel Hocédé[1], blessé le 6 octobre et mort des suites de sa blessure le 9[2],
- 7 octobre 1870 : lieutenant-colonel Graziani[3],[4], mortellement blessé le 18 décembre[5].
- 23 décembre 1870 : lieutenant-colonel Reboulet[6],[7]

## Historique
Le régiment est formé par décret 17 septembre 1870 à Limoges, à trois bataillons à six compagnies. Il amalgame les 8e compagnies des 3e bataillons du 23e, 27e, 30e, 31e, 34e, 35e, 36e, 37e, 39e, 66e, 78e, 79e, 81e, 82e, 84e, 85e et 87e de ligne, chaque compagnie comptant environ 200 hommes,,,,,,,,,,,,,,,,,.
Il appartient à la 2e brigade de la 3e division du 15e corps d'armée, formée à Vierzon. Il participe à la bataille de Nompatelize le 6 octobre.
Mi-novembre, il passe à la 2e division du 20e corps d'armée.
Le 24 décembre, il rejoint la 1re brigade de la division Crémer formée à Beaune. Il est renforcé le 1er janvier par environ 400 hommes, répartis dès leurs arrivée dans les diverses compagnies du régiment : la 5e compagnie de dépôt du 4e de ligne et la 7e compagnie de dépôt du 93e de ligne.
Le régiment est interné en Suisse le 1er février 1871. Ses hommes sont libérés du 10 au 30 mars.
Après l'arrêt des combats contre les Prussiens, le 32e de marche rejoint en mars la division Susbielle de l'armée de Paris. Après l'éclatement de la commune de Paris, le régiment est affecté le 19 mars à la 6e division de l'armée de Versailles. Il fusionne le 1er avril 1871 dans le 32e régiment d'infanterie de ligne. D'après l'historique écrit par le colonel Reboulet, la fusion a eu lieu par décision du 6 mars 1871.

## Personnalités ayant servi au régiment
- Frédéric Menestrel, futur membre du Conseil supérieur de la guerre.